# Lycée des îles Wallis et Futuna
Le lycée des îles Wallis-et-Futuna (LdIWF), aussi connu sous le nom de lycée d'État de Wallis-et-Futuna (en wallisien Lise o Uvea mo Futuna) est l'un des deux lycées de Wallis-et-Futuna. C'est à la fois un lycée général et technologique et un lycée professionnel. Il est situé à Mata Utu, au centre de l'île de Wallis, dans le district de Hahake. Il dépend du vice-rectorat de Wallis-et-Futuna.

## Historique

### Création
Le lycée est ouvert en 1993. Il permet aux élèves wallisiens et futuniens de continuer leurs études secondaires sur le territoire, sans devoir aller en Nouvelle-Calédonie. Sa création s'inscrit dans une période d'ouverture de plusieurs collèges à Wallis-et-Futuna : Malae (1988), Lavegahau (1990) à Wallis et Sisia (1994) à Futuna. La plupart des professeurs sont d'origine métropolitaine. La population métropolitaine à Wallis-et-Futuna passe d'ailleurs de 2,4% en 1990 à 4,2% en 1996, en partie à la suite de l'ouverture du lycée et de l'arrivée de professeurs et de leurs familles.

### Élèves
Pour les Futuniens, le lycée de Wallis est la seule option pour continuer les études secondaires après le collège : beaucoup de jeunes futuniens quittent alors leur île pour la première fois. Ces élèves sont hébergés dans plusieurs internats, dont un au lycée ; deux autres, gérés par la mission catholique, existent à Lano (pour les garçons) et à Sofala (pour les filles). Des « demandes réitérées » ont été faites par les deux royaumes de Futuna pour avoir chacun un lycée (la population de l'île ne dépasse pas les 5 000 habitants). Les élèves futuniens ne rentrent chez eux qu'à l'occasion des vacances, en raison du coût élevé du billet d'avion. En 2003, l'internat accueille 75 Futuniens.
Dans tous les cas, l'hébergement en internat et la demi-pension (repas à la cantine) est gratuit pour les familles (en 2003).
En 2003, un tiers des collégiens de Wallis-et-Futuna vont en seconde générale et technologique au lycée ; le reste va au lycée professionnel (40%) ou dans des CETAD (Centres d’enseignement aux techniques appropriées au développement). Un rapport de 2003 pointe les résultats des élèves, moins bons qu'en métropole, ainsi qu'une culture scolaire différente de celle de métropole, en raison du contexte culturel spécifique à Wallis et Futuna, où la place de l'écrit ou la prise de parole en cours n'ont pas la même valeur.
La langue d'enseignement est le français, mais les élèves s'expriment souvent entre eux dans leurs langues maternelles (wallisien et futunien).
En septembre 2021, le lycée compte 513 élèves.

## Bâtiments et travaux
Le lycée est construit en 1992 par une filiale de Bouygues. Dix ans après sa construction, un rapport de 2003 pointe des « défauts de conception et de défaillances importantes au niveau de la maintenance ». En particulier, l'internat est très détérioré (toiture abîmée par le vent, sanitaires hors-service...)
En 2010, le cyclone Thomas provoque d'importants dégâts sur le lycée. Un mouvement mené par les parents d'élèves, soucieux de la sécurité, mène au blocage du lycée pendant un mois jusqu'au 17 avril, date à laquelle un accord est signé où l’État s'engage à effectuer des travaux de rénovation.
En 2021, 28 ans après sa construction, des travaux de rénovations sont prévus pour un budget de 2 milliards de francs CFP. En effet, les bâtiments sont inadaptés au climat tropical local, l'assainissement ne fonctionne pas, la faible isolation sonore pose problème et de manière générale, le lycée souffre de vétusté. Les travaux sont prévus début 2024.

## Formations assurées

### Voie générale et technologique
- Bac ES - Bac L - Bac S
- Bac STI2D (ouverture en 2019)
- Bac technologique sciences et technologies du management et de la gestion (STMG)

### Voie professionnelle
- CAP Maintenance des véhicules option A « voitures particulières »
- CAP Peintre-applicateur de revêtements
- CAP Réparation entretien des embarcations de plaisance
- CAP Serrurier métallier
- Bac professionnel Accompagnement, soins et services à la personne (ASSP), option A « à domicile » et option B « en structure »
- Bac professionnel Commerce
- Bac professionnel Commercialisation et services en restauration
- Bac professionnel Cuisine
- Bac professionnel Gestion-administration
- Bac professionnel Métiers de l'électricité et de ses environnements connectés

### Enseignement particulier
Le lycée dispose d'une section sportive rugby d'une durée de 3 ans.

### Note
1. ↑  Un lycée agricole existe également à Wallis depuis 2011.

### Sources
- Lycée d’État de Wallis et Futuna, Vice-rectorat de Wallis-et-Futuna, 2018, 2 p. (lire en ligne) [PDF]